# Danielle Pinnock
Danielle Pinnock, née le 11 mai 1988, est une actrice, écrivaine et comédienne américaine. Elle est l'une des membres principaux de la série CBS Ghosts, où elle incarne la chanteuse de jazz de l'époque de la Prohibition des années 1920, Alberta.
Elle joue le rôle de Mme Ingram dans la comédie de CBS Young Sheldon (2017-2020) et a joué dans This Is Us, Workaholics, A Black Lady Sketch Show et d'autres.

## Jeunesse et éducation
Lors de la 51e cérémonie des Daytime Emmy Awards, Pinnock déclare que son deuxième prénom est Ashley et qu'elle a été nommée en l'honneur d'Ashley Abbott des Feux de l'amour.
Pinnock naît à Boston, dans le Massachusetts, de parents immigrés jamaïcains et grandit à Teaneck, dans le New Jersey, à partir de l'âge de 10 ans,. À partir de la cinquième année, elle joue dans des productions théâtrales locales à l'école et au Garage Theater Group. Au lycée de Saddle River Day School (en), elle est active dans les activités artistiques. Son père meurt quand elle a 16 ans.
Elle obtient son baccalauréat en théâtre et en communication à l'Université Temple, et c'est là qu'elle rencontre sa camarade d'études Quinta Brunson. Elle obtient ensuite son diplôme d'études supérieures en théâtre au Conservatoire royal de Birmingham (en). Elle interviewe environ 300 personnes pour son spectacle solo Body/Courage, centré sur l'image corporelle et la culture diététique, et continue à présenter le spectacle sur une période de cinq ans,. Pinnock reçoit ensuite une bourse pour se former à l'improvisation et au sketch comique à Second City à Chicago.

## Carrière
Pinnock déménage à Los Angeles en 2016 et est choisie comme doublure pour la pièce de Robert O'Hara (en) Barbecue, mise en scène au Geffen Playhous (en) par Colman Domingo. Peu de temps après, elle décroche son premier rôle à la télévision dans l'émission This Is Us de NBC. Elle apparaît également dans les séries Get Shorty (en), Workaholics, A Black Lady Sketch Show et fait du doublage pour les programmes Baby Boss : Les affaires reprennent, Where's Waldo? et ThunderCats Rrrr,. À partir de 2017, pour les saisons 1 à 4, Pinnock est un personnage secondaire dans Young Sheldon.
En 2018, elle créé la série Instagram Hashtag Booked pour commenter les barrières rencontrées par les femmes noires dans l'industrie du divertissement,. Elle et la co-créatrice LaNisa Renée Frederick reçoivent un Webby Award pour la série. Après le début de la pandémie de COVID-19 en 2020, Pinnock acquiert une plus grande notoriété grâce à ses vidéos comiques publiées sur son Instagram et TikTok. Elle est nommée dans la liste des 25 artistes émergents que vous devez connaître en 2022 de Backstage.
Pinnock est l'une des membres principaux du casting de la comédie Ghosts de CBS de 2021, dans laquelle elle incarne Alberta, une chanteuse de jazz des années 1920. Bien qu'elle n'ait aucune formation vocale formelle, elle commence à prendre des cours après avoir été choisie. Salon salue son jeu d'actrice comme l'une des 10 performances marquantes de 2021.
Unmentionables, une série animée pour adultes qu'elle a cocréée avec Punam Patel, est en développement avec 20th Century. La série est produite par Taraji P. Henson et Anthony Hemingway. Pinnock présente la 37e cérémonie des Artios Awards.

## Vie personnelle
Pinnock réside à Los Angeles. Elle est mariée au professeur de dialecte britannique Jack Wallace, qu'elle a rencontré lors de son programme d'études supérieures au Conservatoire royal de Birmingham. Ils se sont mariés en 2013.

## Filmographie

### Télévision
| Year         | Title                               | Role                                 | Notes          |
| ------------ | ----------------------------------- | ------------------------------------ | -------------- |
| 2016         | This Is Us                          | Ruth                                 | 1 épisode      |
| 2017         | Workaholics                         | la coiffeuse                         | 1 épisode      |
| 2017–2019    | Get Shorty (en)                     | Pamela                               | Rôle récurrent |
| 2017–2020    | Young Sheldon                       | Ms. Ingram                           | Rôle récurrent |
| 2018         | Scandal                             | Krystal                              | 1 épisode      |
| 2019         | Teachers                            | Yolanda                              | 1 épisode      |
| 2019         | Dollface                            | Nadine                               | 1 épisode      |
| 2019–2020    | Where's Waldo?                      | Cake Vendor / Wizard Doubloon (voix) | 2 épisodes     |
| 2020         | ThunderCats Rrrr                    | Barbastella (voix)                   | 2 épisodes     |
| 2020         | Baby Boss : Les affaires reprennent | Pearl (voix)                         | 1 épisode      |
| 2020–2022    | Doug : le robot curieux             | Kath (voix)                          | Rôle récurrent |
| 2021         | A Black Lady Sketch Show            | Halle                                | 1 épisode      |
| 2021–present | Ghosts                              | Alberta                              | Rôle principal |
| 2025         | Very Important People (en)          | Ta'Tania Jackson                     | 1 épisode      |

### Film
| Année | Titre                  | Rôle   | Note   |
| ----- | ---------------------- | ------ | ------ |
| 2021  | The Undertaker's Wife  | Angela | [ 16 ] |
| 2022  | Tell It Like a Woman   | Debra  | [ 17 ] |
| 2023  | Noël à Candy Cane Lane | Kit    | [ 18 ] |